# Küngös

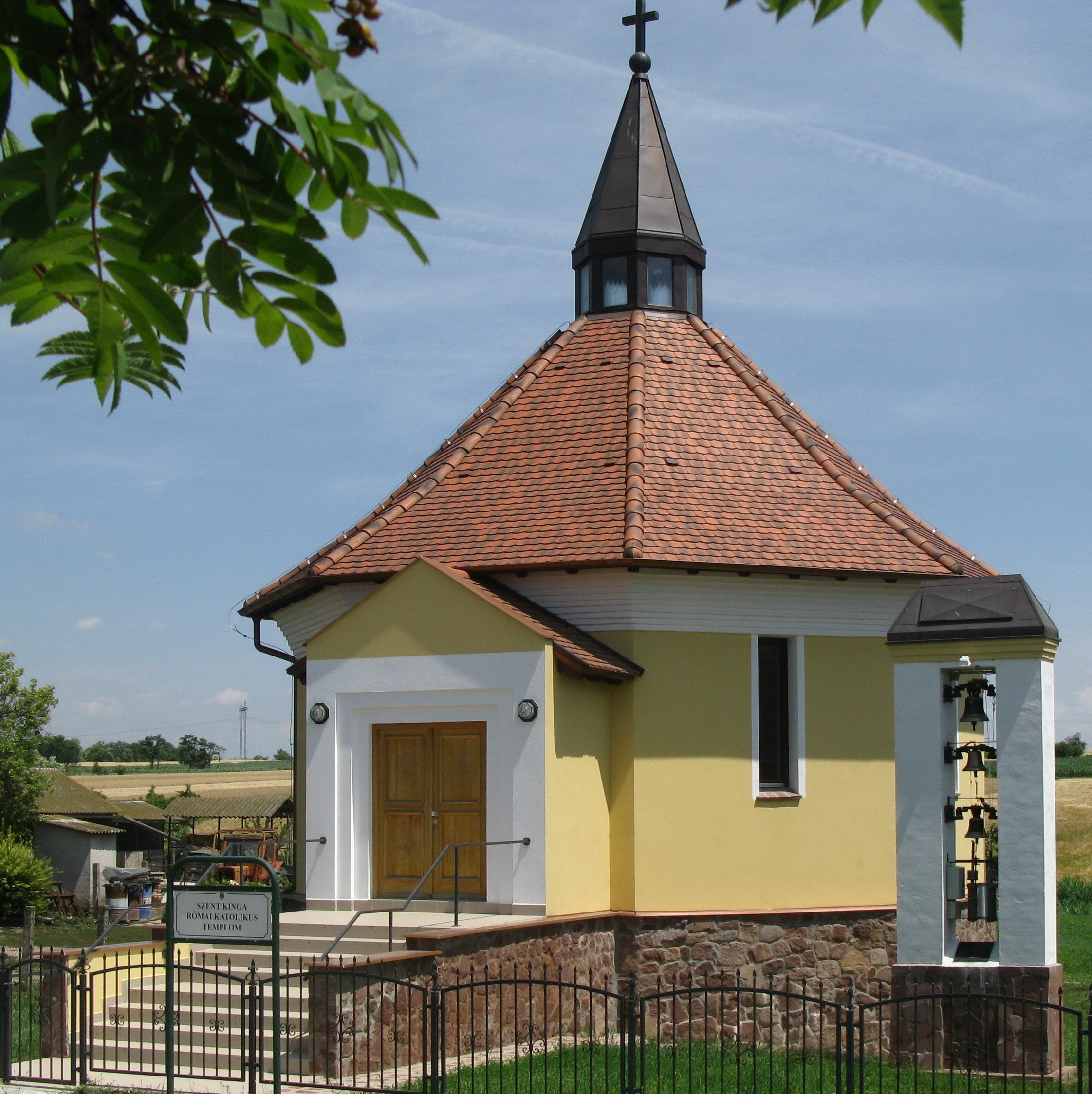
Romersk-katolska kyrkan.

Küngös är ett samhälle i provinsen Veszprém i Ungern. Küngös ligger i distriktet Balatonalmádi och har en area på 9,40 km². År 2020 hade Küngös totalt 470 invånare.